# Indústria de biotecnologia na China
A China teve um crescimento de dois dígitos em sua indústria de biotecnologia e passou de uma das nações mais lentas a uma das mais rápidas na adoção de novas biotecnologias. O setor de biotecnologia é visto na China e internacionalmente como uma área central do desenvolvimento científico e econômico nacional. A principal organização nacional de biotecnologia do país é o Centro Nacional de Desenvolvimento de Biotecnologia da China. O CNCBD é uma entidade criada em 3 de novembro de 1983, vinculada ao Ministério da Ciência e Tecnologia com a aprovação do Conselho de Estado. CNCBD é o único centro nacional que coordena e implementa o programa nacional de C&T em Biotecnologia e Saúde. 

## Indústria
A indústria de biotecnologia na China começou em 1984. Em 1997, o número de empresas de biotecnologia chinesas era de cerca de 200. Em 2000, estimou-se que o número de empresas chinesas de biotecnologia triplicou para 600. Em 2005, a indústria de biotecnologia da China aumentou para 900 empresas de biotecnologia modernas. A indústria de biotecnologia da China registrou vendas totalizando US$2,4 bilhões em 2000, em comparação com US$31 milhões em 1986.

### Fatores de desenvolvimento
A indústria biofarmacêutica da China está se expandindo gradualmente devido a fatores favoráveis como o rápido crescimento econômico da China, maior renda das pessoas e crescente compreensão e demanda por produtos biofarmacêuticos. A indústria biofarmacêutica passou a ter um papel mais importante na economia nacional, atraindo a atenção dos investidores - privados e públicos.

### Cuidados de saúde
Com a melhoria do sistema de saúde e a crescente conscientização das pessoas sobre o tratamento de doenças, métodos de tratamento modernos são usados no tratamento clínico, o que tem promovido o desenvolvimento de hemoderivados. Atualmente, os hemoderivados frequentemente usados no tratamento clínico incluem mais de 20 tipos, pertencentes a 3 sub-catálogos como albumina sérica humana, imunoglobulina e fatores de coagulação .

### Vacina
A demanda de vacinas aumentou drasticamente com o crescente poder de consumo e conscientização das pessoas sobre a saúde, de modo que o mercado de vacinas está se expandindo rapidamente. A vacina cobrada, como um suplemento ao programa de vacinas gratuitas, promoveu o rápido crescimento do mercado doméstico de vacinas, o reagente de diagnóstico externo está se tornando popular entre as pessoas, devido ao conhecimento mais profundo sobre os catálogos e o efeito curativo dos medicamentos biológicos. Hoje em dia, as drogas genéticas e as drogas com anticorpos estão substituindo as drogas químicas que têm muitos efeitos colaterais para curar os pacientes com câncer, e isso trará mais oportunidades para os pacientes com câncer.

### Importação e exportação
O volume de importação e exportação de produtos biofarmacêuticos da China foi de 377 milhões de dólares em 2007, um aumento de 48% em comparação com o ano passado. O volume das importações atingiu 336 milhões de dólares, um aumento de 51% em relação a 2006, e o volume das exportações foi de 41 milhões de dólares.
A taxa de crescimento do volume de exportação diminuiu do nível de 58% em 2006 para 26% em 2007. Embora as exportações da indústria biofarmacêutica da China mantivessem constantemente uma alta taxa de crescimento, o volume é muito pequeno em comparação com o volume de importação.
O volume de exportação foi de apenas 41 milhões de dólares em 2007, enquanto o volume de importação somou US$336 milhões. Esse contraste acentuado indica que os produtos biofarmacêuticos da China representam uma proporção de mercado muito baixa no mercado internacional.

## Biotecnologia agrícola
O Ministro da Agricultura da China, Du Qinglin, declarou em julho de 2006 que a ciência e a tecnologia deveriam contribuir com até 63% do crescimento do setor agrícola chinês até 2020. O ministro destacou cinco áreas que serão o foco da China na tentativa de tirar proveito da biotecnologia na agricultura, incluindo algodão e arroz GM, produtos agrícolas seguros, equipamentos agrícolas e instituições de pesquisa.

## Organizações

### P&D
- Academia Chinesa de Ciências Agrícolas (CAAS)
- Academia Chinesa de Ciências Médicas (CAMS)
- Academia Chinesa de Silvicultura (CAF)
- Academia Chinesa de Ciências (CAS)
- Fundação Nacional de Ciências Naturais da China (NSFC)
- Associação Chinesa de Ciência e Tecnologia (CAST)

### Ministérios
- Ministério da Ciência e Tecnologia (MOST)
- Ministério da Saúde (MS)
- Ministério da Agricultura (MOA)
- Ministério da Educação (MOE)

### Agências
- Administração Estatal de Alimentos e Medicamentos (SDA)
- Administração Estadual de Proteção Ambiental (SEPA)
- Escritório Estadual de Propriedade Intelectual (SIPO)
- Fundação Nacional de Ciências Naturais da China (NSFC)
- Centro de intercâmbio de ciência e tecnologia da China (CSTEC)

## Programas estatais
Programa Nacional de P&D de Tecnologias Principais (NKTRDP)

Aprovado em 1982 e implementado em três Planos Quinquenais, o programa inclui três questões principais: agricultura,  tecnologias novas e de ponta, e desenvolvimento social. A pesquisa em tecnologias biológicas está focada no melhoramento agrícola, medicina genética, produtos biológicos marinhos e a industrialização em tecnologias-chave.
Programa Nacional de Pesquisa e Desenvolvimento de Alta Tecnologia (programa 863)

O programa foi aprovado em março de 1986 (por causa dessa data é simplesmente denominado "863"). Seu objetivo era desenvolver tecnologia de ponta para diminuir a distância entre a China e os países desenvolvidos. O programa lista a biotecnologia como uma das sete áreas-alvo. '863' é o maior programa de desenvolvimento C&T da China. O orçamento para o programa 863 foi aumentado de RMB 5,9 bilhões nos últimos 15 anos para RMB 15 bilhões para o 10º Plano Quinquenal (2001–2005).
Programa Tocha

Estabelecido em 1988, o Programa Torch visa comercializar as tecnologias novas e de ponta da China. O programa incentiva o investimento nas zonas de alta tecnologia da China.
Programa Spark
Estabelecido em 1986, o Programa Spark foi o primeiro programa a promover o desenvolvimento da economia rural com base na ciência e na tecnologia. Um dos principais conteúdos do programa é o desenvolvimento de produtos agrícolas de alto rendimento, alta qualidade e alta eficácia.

## Parques e incubadoras de ciência
Desde o início do Programa da Tocha da China em agosto de 1988, 53 "Parques Industriais de Ciência e Tecnologia Nacionais" (STIPs) foram aprovados pelo Conselho de Estado (Zonas de Alta Tecnologia e Novas Tecnologias em Nível Estadual). Em 2000, havia um total de 20.796 empresas nos STIPs.

## Iniciativas de biotecnologia
- Categoria: Biotecnologia

- Indústria farmacêutica na China
- Parque industrial de biotecnologia
- Biotechnology and Applied Biochemistry, um jornal revisado
- Conselho de Pesquisa em Biotecnologia e Ciências Biológicas
- Diretiva sobre a proteção legal de invenções biotecnológicas Diretiva 98/44 / CE

## Jornais
- Journal of Chinese Biotechnology
- Jornal Chinês de Biotecnologia Agrícola